# Свети Архангели (Сана)
Вижте пояснителната страница за други значения на Свети Архангели.
„Свети Архангели Михаил и Гавриил“ (на гръцки: Παμμεγίστων Ταξιαρχῶν) е православна църква в село Сана, Халкидики, Гърция, част от Йерисовската, Светогорска и Ардамерска епархия. Храмът е построен в 1830 година. Църквата има стенописи в проскомидията от XIX век, както и ценни икони от майстори от Галатищката художествена школа.